# Vụ rơi máy bay Antonov An-26 ở Sudan năm 2012
Ngày 19 tháng 8 năm 2012, một máy bay chở một phái đoàn chính phủ Sudan đã bị rơi gần thị trấn của Talodi, Sudan, làm tất cả 32 người trên khoang thiệt mạng. Nạn nhân bao gồm các thành viên của chính phủ Sudan, một số sĩ quan của lực lượng vũ trang Sudan và các quan chức khác, và đoàn làm phim truyền hình. Máy bay rơi khi đang chở những phái đoàn này từ thủ đô Khartoum đi dự lễ hội đánh dấu ngày kết thúc tháng ăn chay Ramadan. Bộ trưởng Văn hóa và thông tin Sudan Ahmed Bilal Osmann cho biết nguyên nhân tai nạn là do thời tiết xấu. 
Dù một số phương tiện truyền thông ban đầu loan tin nhầm chiếc máy bay tử nạn là một chiếc máy bay trực thăng, chiếc máy bay tử nạn lại là một chiếc máy bay dân sự Antonov An-26-100 bay thuê chuyến cho chính phủ Sudan và vận hành bởi hãng hàng không tư nhân Alfa Airlines (mã ICAO AAJ), số đuôi ST-ARL.